# Бакшеев, Василий Николаевич
Васи́лий Никола́евич Бакше́ев (12 [24] декабря 1862, Москва — 28 сентября 1958, там же) — русский и советский живописец-пейзажист, представитель московского академизма, ассоциируемый с поздней волной передвижников, педагог. Академик Императорской Академии художеств (с 1913), один из первых действительных членов Академии художеств СССР (с 1947). Народный художник СССР (1956), лауреат Сталинской премии второй степени (1943).

## Биография
Василий Бакшеев родился 12 (24) декабря 1862 года в семье дворянина.
В 1877 году поступил на отделение архитектуры Московского училища живописи, ваяния и зодчества, которое ранее окончил его старший брат Фёдор (1849—1876). Но затем перевёлся на живописное отделение. Его учителями стали В. Е. Маковский и А. К. Саврасов.
В 1888 году, по окончании училища, за картину «Возвращение с богомолья» получил звание классного художника. В 1894 году стал преподавать в МУЖВЗ и проработал в нём более 20-ти лет (до 1918).
В 1896 году избран из художников.[стиль] В 1913 году получил звание академика живописи.
Входил в «Товарищество передвижников», был одним из организаторов «Союза русских художников» (1903). После Октябрьской революции принимал участие в организации московских районных музеев.
Около 40 лет своей жизни провёл в деревне Зайцево нынешнего Одинцовского района Московской области. В Зайцево приехал ещё студентом в 1887 году. Там находилось имение его друга-юриста С. А. Лосева. Сестра Лосева, красивая пятнадцатилетняя Анна, произвела впечатление на молодого художника, и он написал её портрет ― «Девушка, кормящая голубей». Эту работу выставил на ученической выставке. Выставку посетил П. М. Третьяков, ему понравилась картина, и он приобрёл её для своей коллекции. В 1892 году художник женился на Анне Алексеевне.

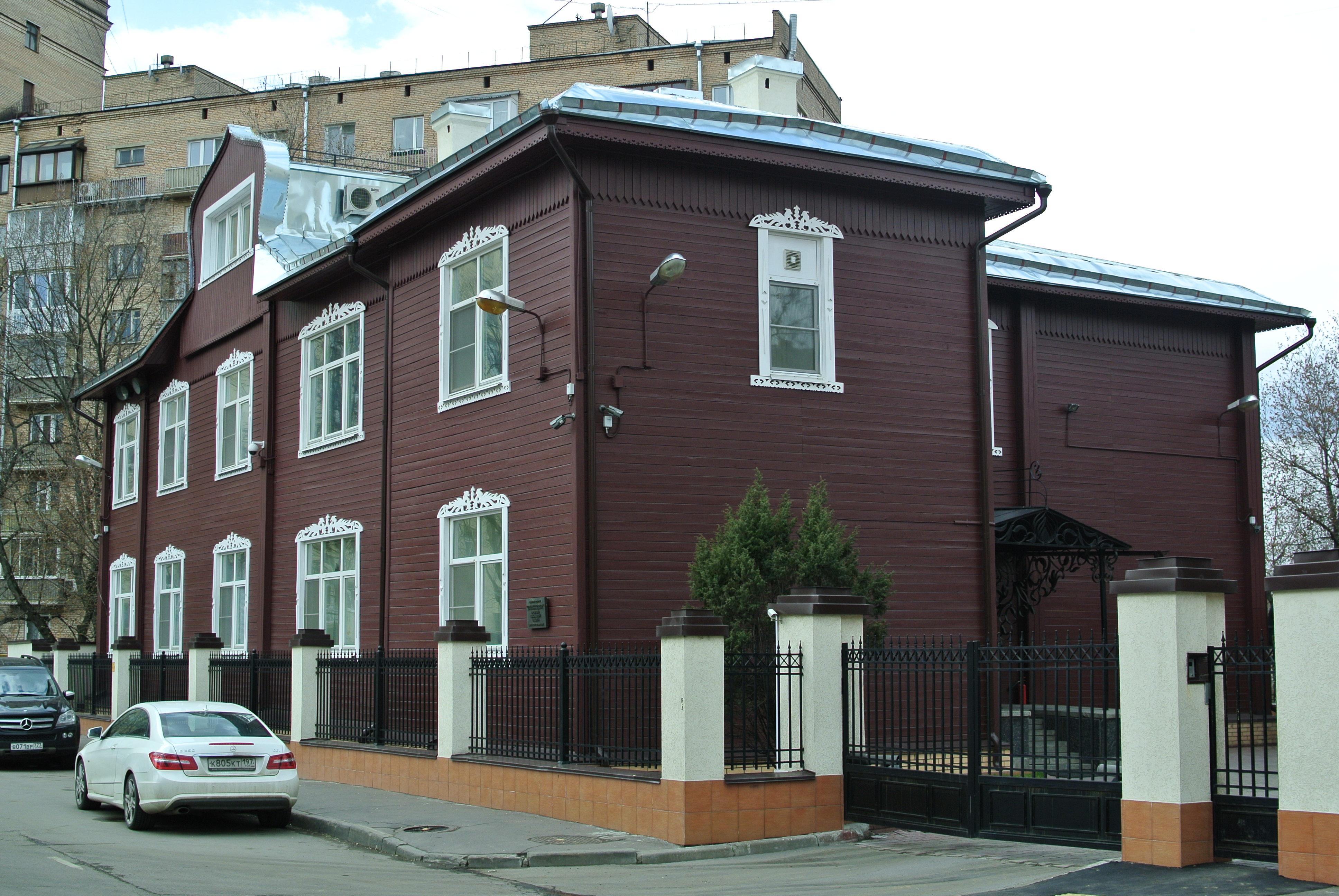
Дом В. Н. Бакшеева в Москве

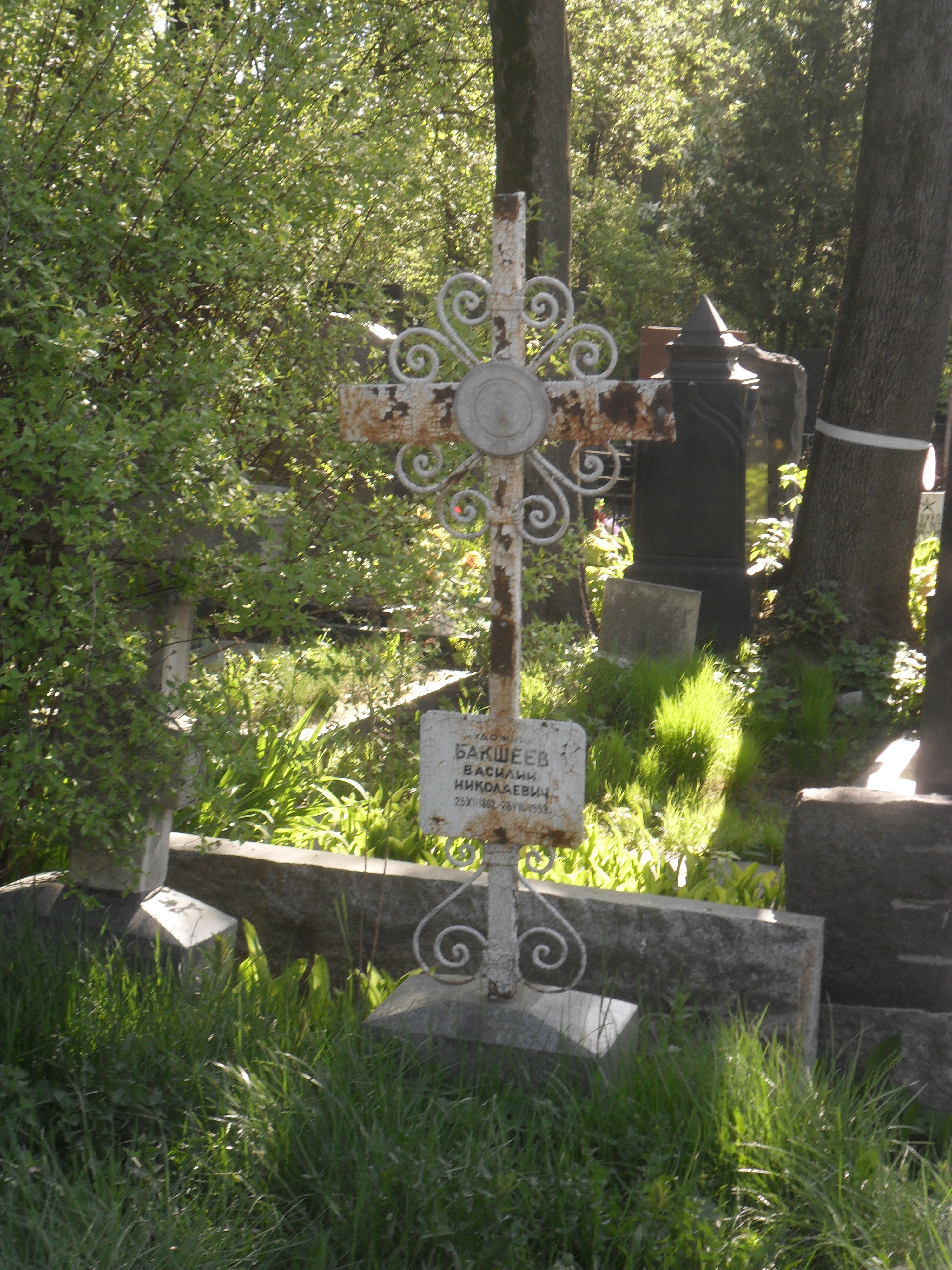
Могила Бакшеева на Новодевичьем кладбище

В 1903 году построил по собственному проекту деревянный двухэтажный дом по 4-му Ростовскому переулку, где прожил более полувека.
Действительный член АХ СССР (1947).
Умер 28 сентября 1958 года в Москве; похоронен на Новодевичьем кладбище (участок № 3).
В 1961 году в Москве были напечатаны его «Воспоминания».

## Творчество
В начале своего творчества работал в русле передвижников, как художник-жанрист: «Житейская проза» (1893), «Возвращение домой» (1898; обе в Третьяковской галерее).
В 1922 году вступил в Ассоциацию художников революционной России (АХРР), участвовал в выставках. В 1920-х годах в духе времени им были написаны картины «Восстание в тылу у белой флотилии», «Ленин в Разливе», «Накануне 9 января» (1926), «Демонстрация».
С 1932 года был членом творческого объединения «Искусство — социалистическому строительству». В 1939 году участвовал в выставке «Индустрия социализма» с картинами «Прежде» и «Теперь». В 1940 году создал картину «В. И. Ленин и Н. К. Крупская в селе Кашино».
В последующие годы в основном писал пейзажи, сочетая импрессионистическую манеру с лирической символикой: «Весенний день», «Осенние лучи» (1916) — в Государственном Русском музее, «Голубая весна» (1930) и «Пасмурное утро» (1945) — обе в ГТГ. А. А. Пластов отмечал: «Для меня живопись Бакшеева, вся его личность всегда были и есть как родничок холодной, чистой кристальной воды…».

## Награды и звания
- Заслуженный деятель искусств РСФСР (1937)
- Народный художник РСФСР (1947)
- Народный художник СССР (1956)
- Сталинская премия второй степени (1943) — за выдающиеся достижения в области искусства[7]
- Два ордена Ленина (в т.ч. 1953[8])
- Орден Трудового Красного Знамени (1943)
- Медаль «За доблестный труд в Великой Отечественной войне 1941—1945 гг.»
- Медали